# Chrysodium heteroclitum
Chrysodium heteroclitum là một loài thực vật có mạch trong họ Pteridaceae. Loài này được (C. Presl) Kuhn mô tả khoa học đầu tiên năm 1869.